# Martín Ibarburu
Martín Ibarburu (Montevideo, 15 de enero de 1975) es un baterista uruguayo, hermano mellizo de Nicolás Ibarburu y hermano menor de Andrés Ibarburu.

## Trayectoria
A los 16 años comenzó a estudiar batería con Osvaldo Fattoruso. A continuación recibió clases de otros reconocidos bateristas como Gustavo Etchenique, Nicolás Arnicho, etc. y en la escuela municipal de música.
En 1993 integró la banda que acompañó a Jaime Roos para actuar en la Copa Mundial de Fútbol de 2002. En 1994 formó la banda Pepe González con su hermano mellizo Nicolás Ibarburu, Gustavo Montemurro y Federico Righi. Editaron los discos Faros (1995) y Febrero (1998). En 1995 participó del disco Rara de Juana Molina.
En 2002 creó la banda Sankuokai junto con sus hermanos Nicolás y Andrés Ibarburu, Nicolás Sarser, Gustavo Montemurro y Walter «Nego» Haedo, entre otros. En 2006 editaron un disco homónimo.
Ha tocado y grabado con varios artistas como Jorge Drexler, Lito Vitale, Rubén Rada, Hiram Bullock, Fito Páez, Ana Prada, Martín Buscaglia, Luis Salinas, Rossana Taddei, Diane Denoir, Luciano Supervielle, Adriana Varela, Nacho Mateu entre otros.